# Hypenetes oldroydi
Hypenetes oldroydi är en tvåvingeart som beskrevs av Jason Gilbert Hayden Londt 1985. Hypenetes oldroydi ingår i släktet Hypenetes och familjen rovflugor. Inga underarter finns listade i Catalogue of Life.